# (2816) Pien
(2816) Pien is een planetoïde in het zonnestelsel.

## Beschrijving
De planetoïde bevindt zich in de planetoïdengordel tussen Mars en Jupiter en heeft een diameter van 28,3 km. Op zijn dichtste punt bevindt het hemellichaam zich op 184.002.389 kilometer van de aarde. De planetoïde werd ontdekt op 22 september 1982 door Edward Bowell op het Anderson Mesa Station en vernoemd naar BRT-weerman Armand Pien.